# Bagrichthys micranodus
Bagrichthys micranodus es una especie de pez de la familia Bagridae en el orden de los Siluriformes.

## Morfología
Los machos pueden llegar alcanzar los 18,5 cm de longitud total.

## Hábitat
Es un pez de agua dulce y de clima tropical.

## Distribución geográfica
Se encuentran en Asia: oeste de Borneo.